# Trung Trạm
Trung Trạm (chữ Hán giản thể:中站区, Hán Việt: Trung Trạm khu) là một quận thuộc địa cấp thị Tiêu Tác (chữ Hán giản thể:焦作市), tỉnh Hà Nam, Cộng hòa Nhân dân Trung Hoa. Quận Trung Trạm nằm ở hía tây của trung tâm Tiêu Tác, bắc giáp huyện Tu Vũ và Phổ Thành của Sơn Tây, phía tây giáp huyện Bác Ái, phía đông giáp Giải Phóng. Quận Trung Trạm có diện tích 162 km2, dân số năm 2002 là 120.000 người. 

## Hành chính
Quận này được chia ra các đơn vị hành chính gồm 10 nhai đạo: Lý Phong, Vương Phong, Chu Thôn, Phùng Phong, Long Động, Nguyệt Sơn, Đan Hà, Phủ Thành, Hứa Hoành và Long Tường.